# سارة سيغر
سارة سيغر (بالإنجليزية: Sara Seager) (و. 1971 – م) هي عالمة فلك، وفيزيائية، وعالمة فيزياء فلكية، وأستاذة جامعية أمريكية-كندية وهي عضو في الأكاديمية الوطنية للعلوم. ولدت سارة في تورونتو.

## التعليم
تعلمت في جامعة تورنتو، وجامعة هارفارد.

## مناصب وهيئات
أدارت معهد ماساتشوست للتكنولوجيا.

## جوائز
حصلت على جوائز منها:
- جائزة هلين ب. وارنر لعلم الفلك (2007)
- زمالة ماك آرثر.

## وصلات خارجية
- سارة سيغر على موقع IMDb (الإنجليزية)
- سارة سيغر على موقع قاعدة بيانات الفيلم (الإنجليزية)

سارة سيغر في قاعدة بيانات الأفلام على الإنترنت